# 한산정씨 삼강문
한산정씨 삼강문은 대한민국 전라남도 화순군 도곡면 신덕리에 있다. 2002년 7월 31일 화순군의 향토문화유산 제8호로 지정되었다.